# 声母
聲母，中國古代又稱紐、聲紐、音紐等，是韵母前的辅音，跟它構成完整音節。韻母響度大、能延長、有音節核心且是音節可押韻的部份。而聲母則通常響度低、不能任意延長而且不用於押韻。

## 译名
“聲母”是汉语音韵学特有名称，常译为英文词“onset”或“initial”。兩词在不同理论的含义不统一，但一般而言“initial”比“onset”更适合作“聲母”译名。“initial”是为类似汉语的语言模型而专门定义的术语，专指在音节开头不含介音／中间位（英語：medial，包括半元音或流音）的部份。而声母正好位于音节开头，且不含半元音（流音可能只在古代汉语出现过）。相比下，“onset”只笼统定义为音节开头部分，在有的理论并没强调是否要排除半元音，所以与“聲母”有区别。

## 与辅音的关系
现代汉语的“聲母”一般由“辅音”充当，反之不然，而且二者从概念上而言也有区别。“聲母”和“韵母”是中国传统音韵学术语，是针对单个汉字（包括无准确书写形式的纯口头语用字）的读音按照发音结构的前后成分划分，适用于现代标准汉语或相关方言；“辅音”是西方语言学的术语，是对最小发音单位（音素）按发音特征的分类，适用于任何语言，不限于针对汉语及相关语言。辅音既可以出现在聲母中，也可以以韵尾的形式出现在韵母中。
虽然现代汉语的声母只由一个辅音组成（忽略有争议的“零声母”），但古汉语中可能有由多个辅音组成的复辅音型声母。因辅音有清浊音之分，单辅音构成的聲母也可能有清浊音成对存在的情况。但在现代汉语，大部分清辅音对应的浊辅音已经消失。

## 普通話聲母表
普通話有21个声母：
|                | 塞音     | 塞音      | 塞擦音     | 塞擦音      | 擦音      | 擦音     | 鼻音     | 边音     |
| 清音           | 清音     | 清音      | 清音       | 清音        | 浊音      | 浊音     | 浊音     |          |
| 不送气         | 送气     | 不送气    | 送气       |             |           |          |          |          |
| -------------- | -------- | --------- | ---------- | ----------- | --------- | -------- | -------- | -------- |
| 双唇音（盾音） | /p/ b ㄅ | /pʰ/ p ㄆ |            |             |           |          | /m/ m ㄇ |          |
| 唇齿音（矛音） |          |           |            |             | /f/ f ㄈ  |          |          |          |
| 齿龈音（阳音） | /t/ d ㄉ | /tʰ/ t ㄊ | /ts/ z ㄗ  | /tsʰ/ c ㄘ  | /s/ s ㄙ  |          | /n/ nㄋ  | /l/ l ㄌ |
| 卷舌音（阴音） |          |           | /ʈʂ/ zh ㄓ | /ʈʂʰ/ ch ㄔ | /ʂ/ sh ㄕ | /ʐ/ r ㄖ |          |          |
| 龈颚音（腭音） |          |           | /tɕ/ j ㄐ  | /tɕʰ/ q ㄑ  | /ɕ/ x ㄒ  |          |          |          |
| 软颚音（齴音） | /k/ g ㄍ | /kʰ/ k ㄎ |            |             | /x/ h ㄏ  |          |          |          |

此外，汉语还有一些音节以元音开始，如“阿”（ā），这种没有声母的称之为零声母。
中古汉语的声母和现代的有所不同，参考中古漢語聲母和三十六字母。

## 参看
- 介音
- 韻母
- 同位异音（如声母“b”(注音符号: ㄅ, IPA: [p])和“p”(注音符号: ㄆ, IPA: [pʰ])被视为同位异音。它们都是清辅音，仅有送气强度不同的区别，多种常见汉语注音系统对其都有严格区分。相比之下，英文常将这类的送气程度不同的2个清辅音用同一个宽式音标表示，如将“study”(IPA: [ˈstʌdi])和“test”(IPA: [tʰɛstʰ])中字母“t”的发音都笼统地标注为“/t/”。）

## 外部連結
- Syllable Dictionary: Look up the # of syllables in a word. Learn to divide into syllables. Hear it pronounced. （页面存档备份，存于）
- Do syllables have internal structure? What is their status in phonology? CUNY Phonology Forum